# Nicolae Glib
Nicolae Glib (n. 10 mai 1949, Pepeni, Sîngerei) este un interpret de muzică populară din Republica Moldova.

## Biografie
Și-a început cariera artistică la vârsta de 4 ani când a început să danseze într-un ansamblu de dans popular. În adolescență, s-a îndrăgostit irevocabil de muzica populară, fiind inspirat de cântările lui Nicolae Sulac.
A studiat la Școala Gimnazială Muzicală „Ștefan Neaga” din 1967 până în 1971. Ulterior, a fost student la Institutul de Arte „Gavriil Musicescu” (1975–1980) din Chișinău. Maestrul său de cor în anii de la Institut a fost Alexandru Movilă.

### Carieră
Și-a început cariera profesională ca solist pentru Orchestra Ansamblului de Dans Popular „Joc”, afiliat Filarmonicii din Chișinău. Orchestra la acea vreme era condusă de Vladimir Rotaru, urmat de Vasile Goia. Glib a fost acolo din 1969 până în 1972.
Din 1972 până în 1985, a fost solist în orchestra de muzică populară „Folclor”, afiliată Societății de Radio și Televiziune din Chișinău. Mai târziu, a cântat în Orchestra populară a Filarmonicii „Barzii”.
În cadrul orchestrei „Folclor a avut cei mai rodnici ani ai carierei artistice. În acea perioadă, a înregistrat și cele mai faimoase melodii: „Moldovean ca mine nu-i”, „Băsmăluța”, „Doar o viață are omul”, etc.
În cei 13 ani de cântare pentru Orchestra Societății de Radio și Televiziune, a lăsat sute de piese pentru Arhivele societății. Glib a făcut parte din numeroase duete de succes, printre care alături de Valentina Cojocaru, Dumitru Blajinu, Ignat Bratu, Serghei Crețu, Sergiu Cuciuc, Nicolae Botgros, Boris Rudenco, etc.
În prezent, apare pe scenă în principal însoțit de fiul său, Isidor Glib. Împreună, au concertat la Ceremonia de premiere a Potcoavei de Aur, dedicată celei de-a 40-a aniversări a Orchestrei Barzilor; și, de asemenea, la ceremonia de 70 de ani a Radio Iași. 

## Distincții
- 1980 – „Artist al RSS Moldovenești”
- 1990 – „Artist al Poporului din RSS Moldovenească”
- 1993 – Medalia „Meritul Civic”
- 1996 – Ordinul „Gloria Muncii”
- 2010 – Ordinul Republicii
- 2016 – Premiul Național pentru excelență în carieră sa muzicală.[5][6]